# كلية العلوم القانونية والسياسية والاجتماعية بتونس
كلية العلوم القانونية والسياسية والاجتماعية بتونس هي كلية تونسية تابعة لجامعة قرطاج، تأسست في 13 نوفمبر 1987.

## الاختصاصات
الإجازة
- الإجازة الأساسية: قانون عام، قانون خاص
- الإجازة التطبيقية: المنازعات الإدارية والجبائية، القانون الجبائي، قانون التجارة الدولية

الماجستير
- القانون العام والمالي
- القانون التجاري
- العلوم القانونية الأساسية
- قانون البيئة وتخطيط الأراضي
- القانون الأنجلو أمريكي (الانجلوسكسوني)
- قانون المجتمع والعلاقات الأوروبية المغاربية
- القانون العقاري
- قانون الشركات
- قانون الضرائب

الدكتوراه
- القانون العام
- القانون الخاص

## الهيكل

### الأقسام
- قسم القانون العام والعلوم السياسية
- قسم القانون الخاص والعلوم الإجرامية

### المختبرات والوحدات
- مختبر أبحاث في القانون الدولي والأوروبي والعلاقات المغاربية الأوروبية
- وحدة البحوث في القانون الدولي والاختصاصات الدولية
- مختبر البحوث في قانون الشركات في الصعوبات الاقتصادية
- وحدة البحوث القانونية الدولية الخاصة والقانون التجاري الدولي والتحكيم

### مدرسة الدكتوراه
- العلوم القانونية

## العمداء
| العميد | العميد            | العهدة                   | العهدة |
| ------ | ----------------- | ------------------------ | ------ |
|        | عبد الفتاح عمر    | سبتمبر 1987 - أبريل 1993 |        |
|        | عياض بن عاشور     | أبريل 1993 - أبريل 1999  |        |
|        | كلثوم مازيو       | أبريل 1999 - أبريل 2002  |        |
|        | محمد صالح بن عيسى | أبريل 2002 - يونيو 2008  |        |
|        | الفاضل موسى       | 2008 - 2014              |        |
|        | لطفي الشاذلي      | 2014 - 2017              |        |
|        | نائلة شعبان       | 2017 - 2024              |        |
|        | وحيد الفرشيشي     | 2024 - الآن              |        |

## شخصيات الكلية

### أساتذة
- حاتم مراد، سناء بن عاشور، عبد الفتاح عمر، قيس سعيد، الفاضل موسى، عياض بن عاشور

### طلبة قدامى
- وزراء: الدالي الجازي، محمد الشرفي، محمد صالح بن عيسى، زياد العذاري
- نواب: سمير بن عمر، فطوم الأسود، نوفل الجمالي
- قانونيين: عياض بن عاشور
- صحفيين: زياد الهاني

## روابط خارجية
- الموقع الرسمي.